# Крубер, Александр Александрович
Алекса́ндр Алекса́ндрович Кру́бер (10 (22) августа 1871 — 15 декабря 1941) — российский, советский физико-географ, основоположник русского и советского карстоведения, профессор МГУ, до революции надворный советник.

## Биография
Родился 10 (22) августа 1871 года в Воскресенске Московской губернии в дворянской семье. Учился во 2-й московской прогимназии (1882—1887), в 1-й московской гимназии (1887—1891), которую окончил с серебряной медалью. В 1896 году окончил естественное отделение физико-математического факультета Московского университета с дипломом 1-й степени. Обратил на себя внимание руководителя кафедры географии Д. Н. Анучина своим интересом к науке и по окончании университета был оставлен при кафедре для подготовки к профессорскому званию; сверхштатный ассистент при кафедре географии Императорского Московского университета (1902). В 1905 году сдал магистерские экзамены и успешно прочитал пробные лекции для получения права чтения курса; приват-доцент (1907). В 1915 году защитил диссертацию «Карстовая область Горного Крыма» на степень магистра географии. Географическое общество присудило Круберу за эту работу серебряную медаль имени П. П. Семенова-Тян-Шанского.
В знак протеста против реакционного режима Кассо в 1911 году покинул Московский университет и вернулся в него только в 1918 году. Преподавал на Высших женских курсах в Москве (1911—1917), где организовал кафедру географии.
В 1919 году Крубер принял от Д. Н. Анучина заведование кафедрой географии в Московском университете. Директор Научно-исследовательского института географии (1923—1927). Заведовал основанным Д. Н. Анучиным географическим музеем университета.
С 1917 года редактировал журнал «Землеведение» (до 1923 г. совместно с Д. Н. Анучиным, в 1923—1927 гг. — единолично).
С 1927 года вследствие тяжелого психического заболевания Крубер вынужден был прекратить работу.
Изучал карстовые структуры Восточно-Европейской равнины, Крыма и Кавказа.
Похоронен на 23 участке Введенского кладбища Москвы. Точное место захоронения не выявлено.

## Память
В его честь названы:
- хребет Крубера на острове Итуруп[4];
- гора на острове Итуруп[4];
- скала (Антарктида, Земля Королевы Мод, 71°45' ю. ш., 11°07' в. д.)[4];
- карстовая пещера на плато Караби-яйла в Крыму[5][6][7][8];
- вторая в мире по глубине карстовая пещера — пещера Крубера-Воронья, на Кавказе, массив Арабика[7].

## Семья
дед: Крубер Виктор Иванович (1810—1881), потомственный дворянин, православный, коллежский советник, жил в Москве
бабка: Крубер Елена Григорьевна (1814—1854) урождённая Фишер фон Вальдгейм, лютеранка (ЦГАМ, ф.203-оп.745-д.364-с.845,846)
отец: Крубер Александр Викторович (1843-после 1909), потомственный дворянин, православный, коллежский советник, окружной надзиратель при Московском Воспитательном доме в Москве
мать: Вильгельмина Федоровна Крубер, урожд. Гринейзен.
жена: Анна Адель Бернгардовна Крубер, урожд. Гринейзен (р.1870), дочь действительного статского советника, евангелического вероисповедания (ЦГАМ, ф.203-оп.776-д.554-с.441)
сестра: Елена Александровна (род. в 1868), с 1891 замужем за артиллерийским офицером Николаем Дмитриевичем Бирюковым (род. в 1861)

## Публикации
- Азия. Иллюстрированный географический сборник / сост. А. Крубером, С. Григорьевым, А. Барковым [и др.]; Изд. магазина «Кн. дело». — М.: Типо-литогр. Т-ва И. Н. Кушнерев и Ко, 1900. — 520 с.: ил.
- Африка. Иллюстрированный географический сборник / сост. преподавателями географии А. Крубером [и др.]. — М.: Типо-литогр. Т-ва И. Н. Кушнерев и Ко, 1902. — 512 с., [21] л. ил.
- Европа. Иллюстрированный географический сборник / сост. преподавателями географии А. Крубером, С. Григорьевым, А. Барковым, С. Чефрановым. — М.: Изд. Т-ва И. Н. Кушнарев и Ко, 1902. — 760 с., [10] л. ил.
- Австралия. Иллюстрированный географический сборник / сост. преподавателями географии А. Крубером [и др.]; Изд. Т-ва И. Н. Кушнарев и Ко. — М.: Типо-литогр. Т-ва И. Н. Кушнерев и Ко, 1903. — 343 с., [14] л. ил.
- Азиатская Россия. Иллюстрированный географический сборник / сост. преподавателями географии А. Крубером, С. Григорьевым, А. Барковым, С. Чефрановым. — М.: Типо-литогр. Т-ва И. Н. Кушнерев и Ко, 1903. — 583 с., [9] л. ил.
- Европейская Россия. Иллюстрированный географический сборник / сост. преподавателями географии А. Крубером, С. Григорьевым, С. Чефрановым. — М.: Типо-литогр. Т-ва И. Н. Кушнерев и Ко, 1904. — 582 с., [10] л. ил.
- Африка: ил. геогр. сб. / сост.: А. Крубер, С. Григорьев, А. Барков [и др.]. — 2-е изд., испр. и доп. — М. : Типо-литогр. Т-ва И. Н. Кушнерев и Ко, 1905. — 536 с., [16] л. ил.
- Поездка на Арабику. — Москва: тип. Имп. Моск. ун-та, 1912. — 23 с.
- Гидрография карста. — М., 1913.
- Карстовая область Горного Крыма. С двумя картами и 103 рисунками. — М.: Типо-литогр. Т-ва И. Н. Кушнерев и Ко, 1915. — 319 с. (Приложение к «Землеведению»)
- Общее землеведение [Электронный ресурс]. Ч. 1: История землеведения, океанография и геоморфология. — Москва; Петроград, 1923 (2015). — 250 с.: ил.
- Общее землеведение [Электронный ресурс]. Ч. 2: Климатология, воды, суши, ледники, пустыни и работы ветра. — Москва; Петроград, 1923 (2015). — 196 с.: ил.
- Общее землеведение, 5-е изд. Ч. 1—3. — М., 1938.